# Théâtre municipal (Plaisance)
Pour les articles homonymes, voir Théâtre municipal.
Le Théâtre municipal de Plaisance, en italien Teatro Municipale di Piacenza), est une salle de spectacle consacrée au théâtre, à l'opéra et à la danse, située Via Verdi, 41, à Plaisance en Émilie-Romagne.
C'est — avec la Sala dei Teatini, le Théâtre dei Filodrammatici (it) et le Théâtre San Matteo  — l'une des quatre salles de spectacle de la ville gérées par la Fondazione Teatri di Piacenza.

## Historique
En septembre 1803, l'architecte de Plaisance Lotario Tomba fut chargé par une compagnie de nobles de la ville de concevoir un théâtre qui devait remplacer le théâtre ducal de la Citadelle, détruit par un incendie le 24 décembre 1798. Un an plus tard, eut lieu l'inauguration du « nouveau » théâtre (un temps appelé Teatro Nuovo) avec la représentation du drame Zamori, ou le héros des Indes, composé spécialement pour l'occasion par le compositeur d'origine bavaroise Giovanni Simone Mayr.

## Architecture
Le bâtiment a été construit initialement dans un style néo-classique, mais la reconstruction de la façade en 1830 a atténué l'influence néo-classique du projet d'origine, lui donnant son aspect actuel. L'architecte Alessandro Sanquirico, qui fut pendant des années le scénographe du Teatro alla Scala de Milan, modifiant la conception qui avait été celle de Lotario Tomba, a conçu la façade en créant un double portique couvert par une terrasse de balustrade surmontée d'une colonnade ionique qui soutient le tympan, où l'on peut voir les armoiries du ville. Sanquirico est donc responsable de la similitude que l'on peut constater entre le théâtre de Plaisance et le théâtre milanais le plus célèbre. Le vestibule couvert (antiportico) avait également un aspect purement fonctionnel, donnant aux voitures la possibilité de passer sous lui, permettant ainsi aux nobles d'atteindre le théâtre sans se mouiller en cas de pluie. De nombreuses autres œuvres sont attribuées à Sanquirico et à ses élèves, dont un « secondino » peint avec les images d'une fête champêtre.

## L'intérieur

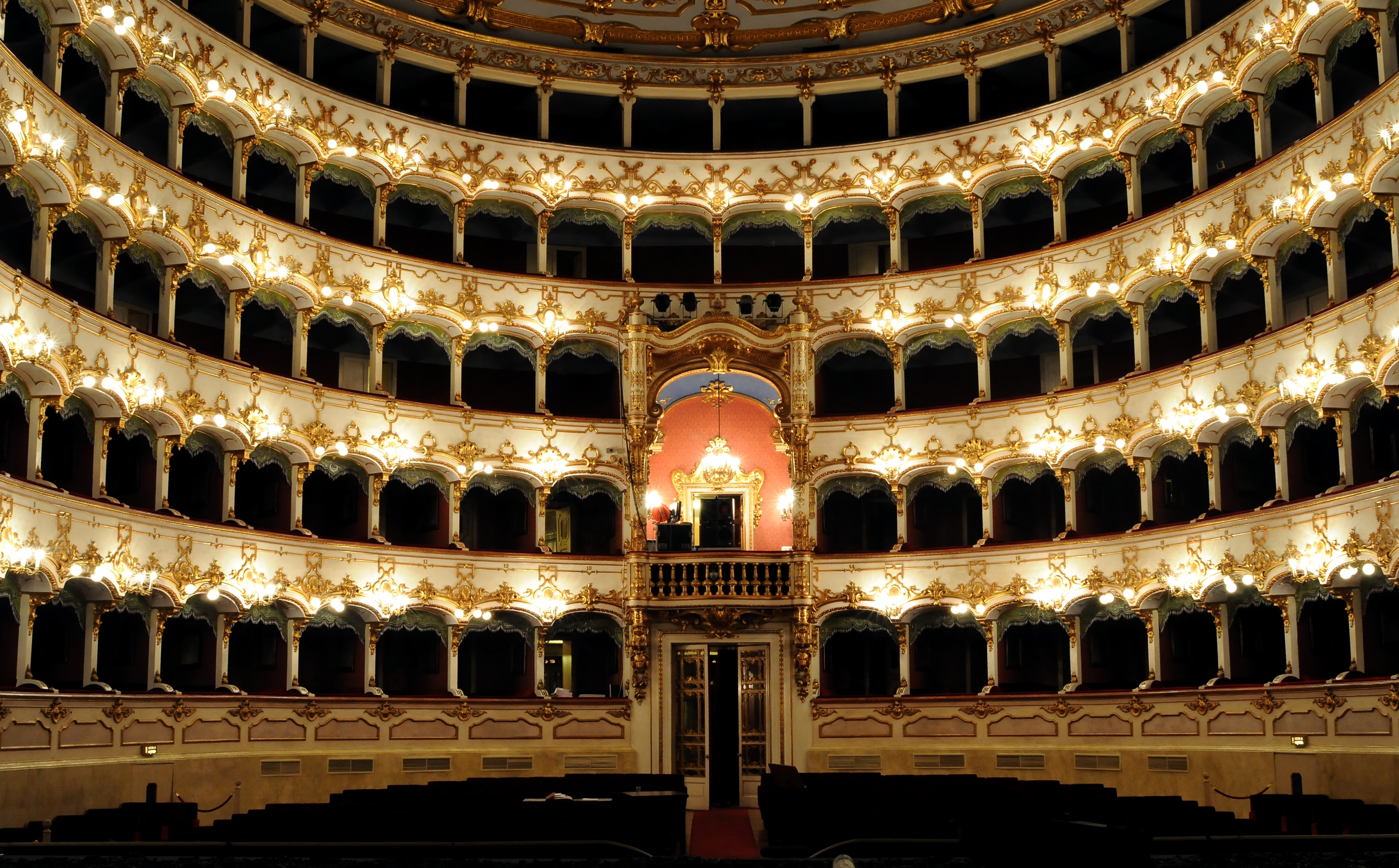
L'intérieur du Théâtre municipal de Plaisance

Le théâtre municipal de Plaisance est un théâtre à l'italienne.
Au-dessus du hall principal, se trouve l'ancienne salle de production, transformée dans les années 1970 en un auditorium de 320 places.

## Œuvres créées au théâtre municipal de Plaisance
- 10 septembre 1804 : Zamori, ossia l'Eroe delle Indie (en français, Zamori, ou le héros des Indes, opéra (Dramma serio) de Giovanni Simone Mayr, livret de Luigi Prividali ;
- Février 1813 : Carlo Magno, opéra (dramma serio) en deux actes de Giuseppe Nicolini, livret de Antonio Peracchi[1] ;